# Shaanxi KJ-200
Shaanxi KJ-200 – chiński samolot wczesnego ostrzegania i kontroli przestrzeni powietrznej. Płatowiec bazuje na konstrukcji Y-8F-600 będącej z kolei modyfikacją radzieckiego samolotu transportowego An-12.

## Historia

### Geneza
Opracowywany w 38. Instytucie Naukowo-Badawczym radiolokator K/LLQF01 wymagał dużego nośnika – samolotu, którego nie mieli w swojej ofercie krajowy producenci lotniczy. Tym samym platformą dla nowego powietrznego systemu wykrywania i dozoru został Ił-76, który po modernizacji został przyjęty na uzbrojenie jako Xi’an KJ-2000. Zablokowanie przez Rosję sprzedaży płatowców A-50 zmusiło Chińczyków do pozyskania Iłów od własnych linii lotniczych China United Airlines, jednak na dłuższą metę sytuacja uzależnienia od zagranicznego dostawcy była nie do zaakceptowania. Równolegle z radiolokatorem K/LLQF01, 38. Instytut, w ramach programu "Projekt 5", opracowywał jego mniejszą wersję, którą można by umieścić na produkowanym masowo w Chinach samolocie Y-8, licencyjnej wersji An-12. Y-8 jest sprawdzoną i niezawodną konstrukcją, której elastyczność umożliwiła chińskim konstruktorom modernizacje podstawowego płatowca do pełnienia wielorakich zadań: od samolotu transportowego, pasażerskiego poprzez maszynę zwiadu elektronicznego, bliskiego wsparcia powietrznego, zwalczania okrętów podwodnych oraz powietrznego stanowiska wczesnego ostrzegania i dozoru przestrzeni powietrznej.

### Projekt

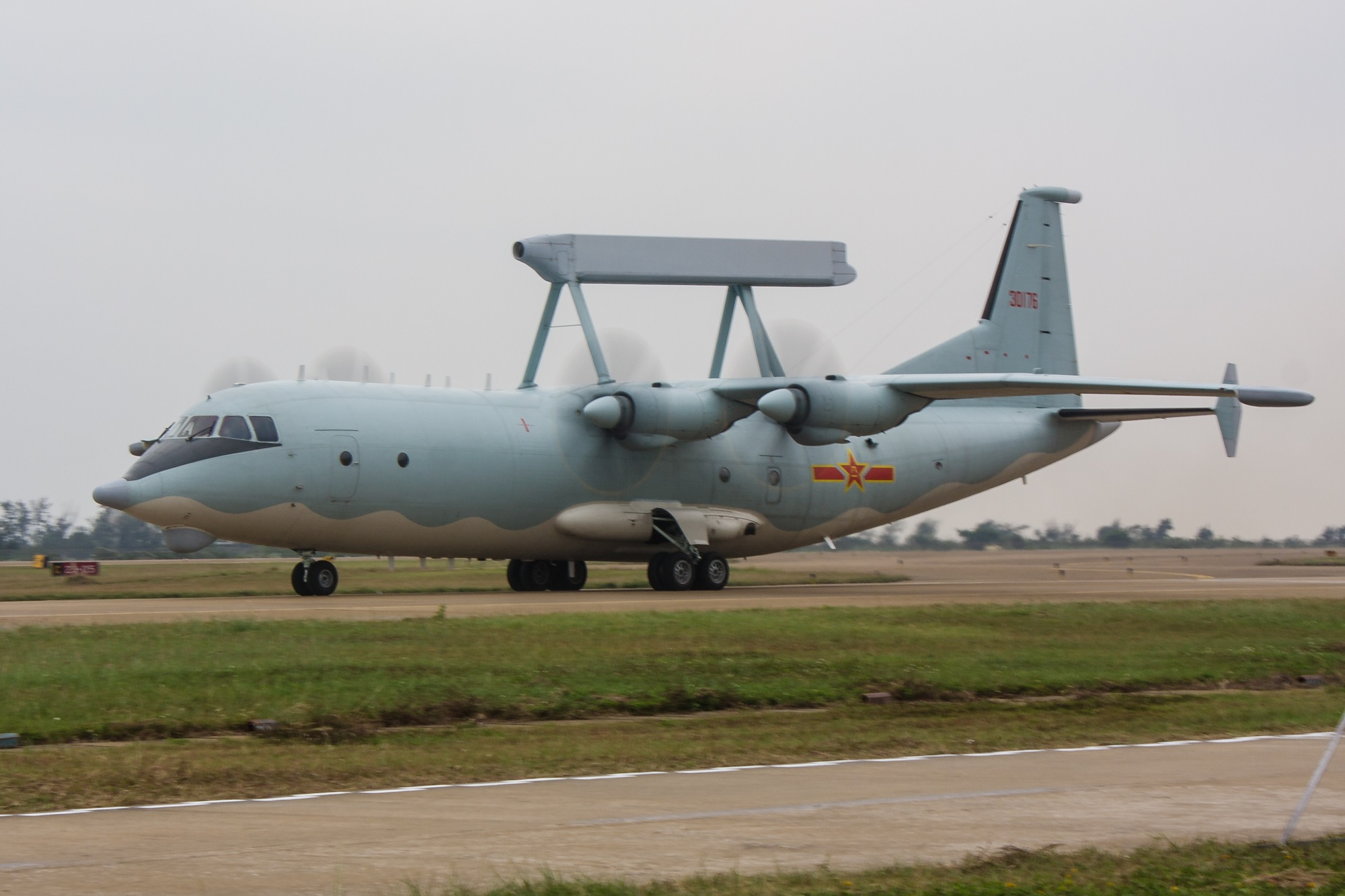
Shaanxi KJ-200

Zaprojektowano i zbudowano radar oznaczony jako JY-06. Ma on postać dwóch płaskich anten z fazowaną siecią i elektronicznym fazowaniem wiązki. Anteny radiolokatora umieszczono w długim, prostokątnym pojemniku o długości 12 metrów i szerokości 1 m, umieszczonym na wspornikach nad kadłubem samolotu. Do testów wybrano wersję Y-8F-200. Podobne rozwiązanie zastosował Saab w swoim Saab 340 AEW&C Erieye. Przebudowany Y-8 z antenami na grzbiecie rozpoczął próby 8 listopada 2001 roku. System obserwował przestrzeń w zakresie 150° na lewo i prawo od samolotu, ale przednia i tylna półsfera pozostaje dla niego niewidoczna. Wada ta została usunięta w kolejnej, późniejszej konstrukcji KJ-500 z dookrężnym radarem, tym niemniej KJ-200, bo takie oznaczenie otrzymał Y-8 z radiolokatorem JY-06, był nadal rozwijany. Oznaczenie KJ jest skrótem chińskiego Kōng Zhōng Yù Jǐng − powietrzne wczesne ostrzeganie. Zmieniono płatowiec, nosicielem została wersja Y-8F-600 z awioniką amerykańskiej firmy Honeywell i kabiną załogi typu szklany kokpit z ciekłokrystalicznymi wyświetlaczami. Samolot napędzany jest czterema turbośmigłowymi silnikami Pratt & Whitney Canada PW150B. Produkcja seryjna zakończyła się na wybudowaniu tuzina samolotów: sześciu przeznaczonych dla lotnictwa Marynarki Wojennej Chińskiej Armii Ludowo-Wyzwoleńczej i sześciu dla Sił Powietrznych Chińskiej Armii Ludowo-Wyzwoleńczej. Pierwszy z seryjnych samolotów oblatany został 14 stycznia 2005 roku. 3 czerwca 2006 roku, egzemplarz należący do sił powietrznych o numerze bocznym 30172 rozbił się w prowincji Anhui, grzebiąc w swoich szczątkach wszystkich znajdujących się na pokładzie 40 pasażerów i członków załogi. Pasażerami było 35 techników, co sugeruje, iż maszyna brała udział w lotach badawczych. Oficjalną przyczyną katastrofy było oblodzenie samolotu. Była to jedna z najtragiczniejszych katastrof w chińskim lotnictwie wojskowym. Wyniki śledztwa pociągnęły za sobą serię nagan i zwolnień wśród wyższego dowództwa. W 2016 roku samoloty poddano modernizacji, mającej na celu załatanie luk w obszarze obserwacji wokół samolotu. W tym celu w jego dziobowej i nosowej sekcji umieszczono dodatkowe anteny, mające umożliwić pełną, do okrężną obserwację. Tak zmodernizowana wersja otrzymała oznaczenie KJ-200A.
Trzy należące do sił powietrznych KJ-200, znane również jako GX-5, wchodzą w skład 76. Pułku 26. Lotniczej Dywizji Specjalnej w bazie w Wuxi a dwa pozostałe w 77. Pułku tej samej dywizji i w tej samej bazie. Samoloty marynarki zgrupowane są w 4. Pułku 2. Dywizji Lotnictwa Morskiego stacjonującej na co dzień w bazie w Laiyang.